# Lipoxygenas
Lipoxygenaser (EC-nummer 1.13.11.-, tillhör enzym-gruppen oxidoreduktaser) är en familj av enzymer som innehåller järn och som katalyserar dioxigenation av fleromättade fettsyror i lipider som innehåller cis,cis-1,4-pentadienstrukturer. De katalyserar följande reaktion:
fettsyra + O2 = fettsyrehydroperoxid
Lipoxygenaser finns i växter, djur och svampar. Produkterna av lipoxygenaserna återfinns i flertalet cellfunktioner.
Lipoxygenas 